# Magyar Mozgókép Díj a legjobb kisjátékfilmnek
A Magyar Mozgókép Díj a legjobb kisjátékfilmnek (korábban Magyar Filmdíj) elismerés a 2014-ben alapított Magyar Filmdíjak egyike, amelyet a Magyar Filmakadémia (MFA) tagjainak szavazata alapján ítélnek oda egy-egy év magyar filmtermése legjobbnak ítélt rövid játékfilmjének.
A díjra történő jelölés nem automatikus; azok a kisjátékfilmek versenyezhetnek, amelyeket az évente megrendezett Magyar Filmhétre beneveztek. Nevezni az előző év január 1. és december 31. között moziforgalmazásba, televíziós sugárzásba került vagy kerülő (forgalmazói szándéknyilatkozattal rendelkező), vagy nemzetközi filmfesztiválon versenyben vagy versenyen kívül szerepelt, maximum 30 perc hosszúságú filmalkotást lehet. Egy alkotó vagy alkotógárda több alkotással is nevezhet, ebben az esetben mindegyikről külön filmadatlapot kell beküldeni.
A nevezés és regisztráció határideje: január 15.
A Filmakadémia tagjai január 1-je és 31-e között szekciónként megnézik a benevezett filmeket és titkos szavazással választják ki azokat az alkotásokat, amelyek felkerülnek a jelöltek listájára. A jelölt kisfilmeket felveszik a filmhét programjába és levetítik nagyközönség illetve a filmes szakma részére.
A versenyprogramba került filmek nyilvános bejelentése február 1-jén történik.
A díjra érdemesnek tartott alkotást az Akadémia tagjai e szűkített listáról választják ki egy újabb titkos szavazás során.
Az ünnepélyes díjátadóra Budapesten, a Magyar Filmhetet lezáró gálán kerül sor minden év március elején.

## Díjak és jelölések
A nyertesek a táblázat első sorában, félkövérrel vannak jelölve.
| Év (Gála) | Díjazottak és jelöltek | Megjegyzés         |
| --------- | --- | ------------------ |
| 2016 (1.) | - Betonzaj, rendező: Kovács István - Az Elmenetel, rendező: Tóth Barnabás - En Passant, rendező: Oláh Kata - Levelek anyámtól, rendező: Dér Asia - Terminál, rendező: Simonyi Balázs | [ * 1 ]            |
| 2017 (2.) | - Mindenki, rendező: Deák Kristóf - Enyhén sós, rendező: Nagy Zoltán - Fizetős nap, rendező: Bernáth Szilárd - Semmi bogár, rendező: Visky Ábel - Uchebnik, rendező: Csicskár Dávid | [ * 2 ]            |
| 2018 (3.) | - Földiek, rendező: Freund Ádám - A kockaember, rendező: Dombrovszky Linda - Asszó, rendező: Fekete Tamás - Cinematographer, rendező: Novák Emil - Zabigyerek, rendező: Kölcsey Levente | [ * 3 ]            |
| 2019 (4.) | - Ostrom, rendező: Kovács István | [ 3 ] [ * 4 ]      |
| 2020 (5.) | - Casting – rendező: Csoma Sándor, producerek: Mécs Mónika, Mesterházy Ernő, Alföldi Nóra, Mártonffy Zoltán, Dreissiger László, Deák Dániel - A buszsofőr – rendező: Borbás Dávid, producerek: Törköly Róbert, Détári Géza, Fényes András - A mentor – rendező: Szabó Szonja, producerek: Pataki Ági, Kenesei Edina - Balansz – rendező: Csata Hanna, producerek: Mécs Mónika, Mesterházy Ernő, Alföldi Nóra, Bosnyák Miklós - Két csík – rendező: Dudás Balázs, producer: Pataki Ági - Maszatvár – rendező: Szakonyi Noémi Veronika, producerek: Hutlassa Tamás, Ugrin Julianna - Reggelim a vacsorád – rendező: Pantyi Petra, producerek: Pálos György, Pfeiffer Linda - Szerepzavar – rendező: Szirmai Márton, producerek: Tóth Barnabás, Rajna Gábor, Szirmai Árpád, Faragó Attila, Grüll Péter, Molnár Levente - Szokásjog – rendező: Füzes Dániel, producerek: Füzes Dániel, Gor Fanni, Szentiványi Gábor, Grőger Nándor - Újjászületés – rendező: Dombrovszky Linda, producerek: Major István, Mihályfy Borbála | [ * 5 ]            |
| 2021      | - Ezerkilencszáztizenkilenc – rendező: Bozsogi János - Anja – rendező: Baranyi Gábor Benő - Defekt – rendező: Gál Sándor - Zuniverzum – rendező: Oláh Kata - A taxis – rendező: Béres László | [ 4 ] [ * 6 ]      |
| 2022      | - Elfelejtett nemzedék – rendező: Aracsi Norbert - Szelfi Egyetem – rendező: Bánszki Kristóf - Diszkó Diktátor – rendező: Kőváry Dániel - Magunk maradtunk – rendező: Kovács Ákos - Missing light – rendezők: Török Előd | [ 5 ] [ * 7 ]      |
| 2023      | - Pragma – rendező: Szelestey Bianka (megosztva) - Sose lesz vége – rendező: Somossy Barbara (megosztva) - Affrikáta – rendező: Gyimesi Anna - Café Marylin – rendező: Reszeli Soós András - Vigyél el – rendező: Oláh Kata | [ 6 ] [ 7 ]        |
| 2024      | - Széllel szemben – rendező: Chilton Flóra - Apajegy – rendező: Benkó Tamás - Szégyenfolt – rendező: Riba Gergely - Cukormáz – rendező: Demeter Hunor - Az én virágom – rendező: Varga Anna Boglárka | [ 8 ] [ 9 ] [ 10 ] |
| 2025      | - Kecskeének – rendező: Nógrádi Maya - Az utolsó lélek az ördögé – rendező: Füzes Dániel - Boldog emberek – rendező: Budavári Balázs - Egy szelet sült – rendező: Goretic Péter - Ha átkelsz majd a nagy hegyen – rendező: Kotsis Gergely | [ 11 ] [ 12 ]      |